# Gerrots
Gerrots is een voormalige gemeente in het Franse departement Calvados in de regio Normandië en telt 55 inwoners (2009). De plaats maakt deel uit van het arrondissement Lisieux.

## Geschiedenis
Gerrots is op 1 januari 2025 gefuseerd met de gemeente Victot-Pontfol tot de gemeente Victot-en-Auge.

## Geografie
De oppervlakte van Gerrots bedraagt 3,4 km², de bevolkingsdichtheid is dus 16,2 inwoners per km².
De onderstaande kaart toont de ligging van Gerrots met de belangrijkste infrastructuur en aangrenzende gemeenten.

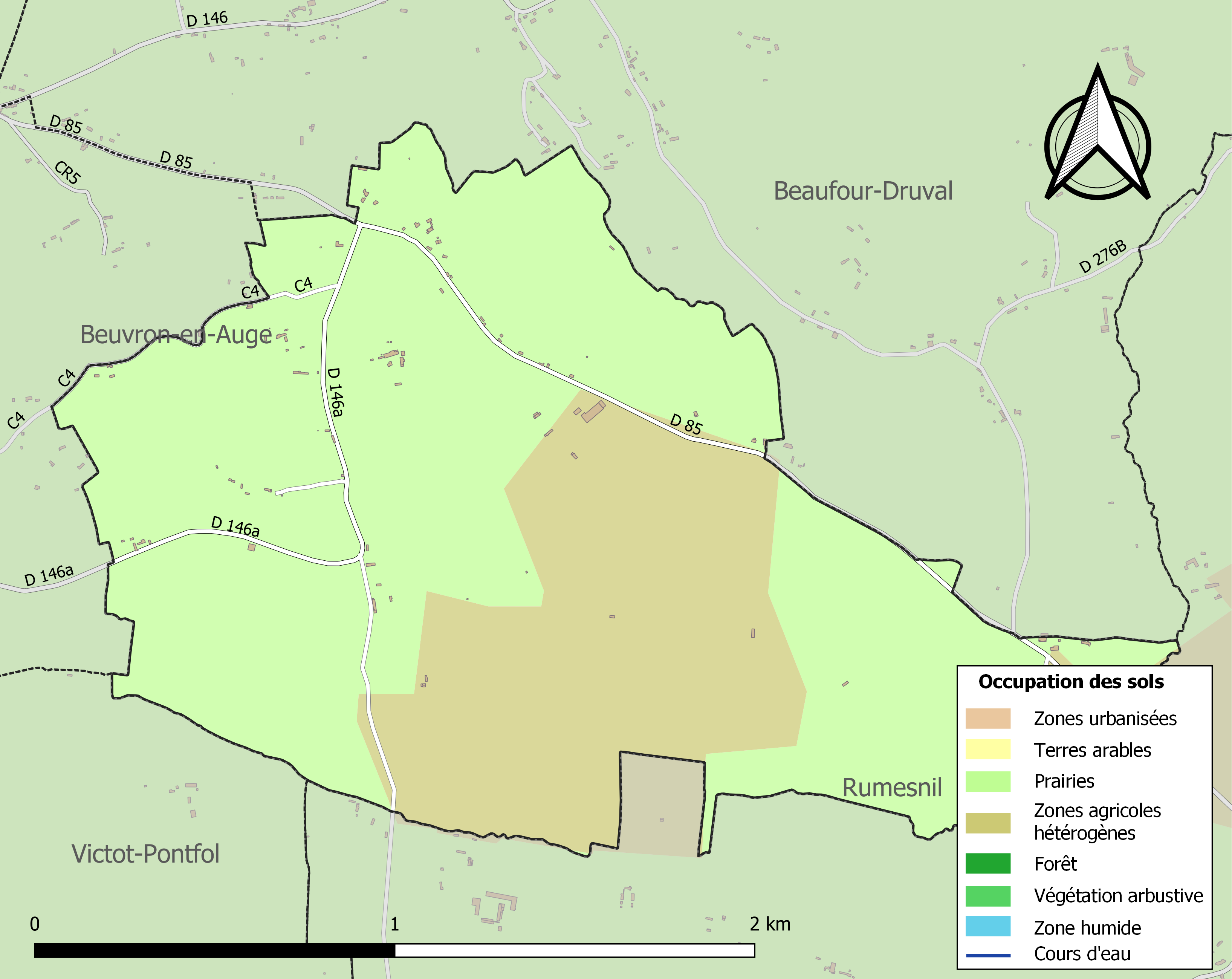

## Demografie
Onderstaande figuur toont het verloop van het inwonertal (bron: INSEE-tellingen).
Vanwege een beveiligingsprobleem met de MediaWiki Graph-software is het momenteel niet mogelijk deze grafiek weer te geven. Zodra de software is bijgewerkt zal de grafiek vanzelf weer zichtbaar worden.